# Eugene Goostman
Eugene Goostman é um chatterbot (software que tenta simular um ser humano em conversações) desenvolvido na Rússia. Em 2014, se tornou o primeiro chatterbot a ser aprovado no Teste de Turing.

## História

### Criação
O chatterbot foi criado em 2001, na cidade de São Petersburgo, Rússia, pelos programadores Vladimir Veselov, Eugene Demchenko e Sergey Ulasen. Eugene Goostman foi retratado como sendo um menino de 13 anos de idade, de Odessa, na Ucrânia, tem um animal de estimação e um pai que é ginecologista. A escolha da idade foi uma estratégia para a finalidade do teste. 

### Aprovação no Teste de Turing
Em 7 de junho de 2014, em uma competição de Teste de Turing na Royal Society, organizado por Kevin Warwick, da Universidade de Reading, evento comemorativo do 60 º aniversário da morte de Alan Turing, onde 33% (10 dos 30) juízes participantes se convencerem de que Eugene Goostman era um humano, mais que os 30% suficientes para a aprovação no teste. 